# Rodrigo Pinto Pizarro Pimentel de Almeida Carvalhais

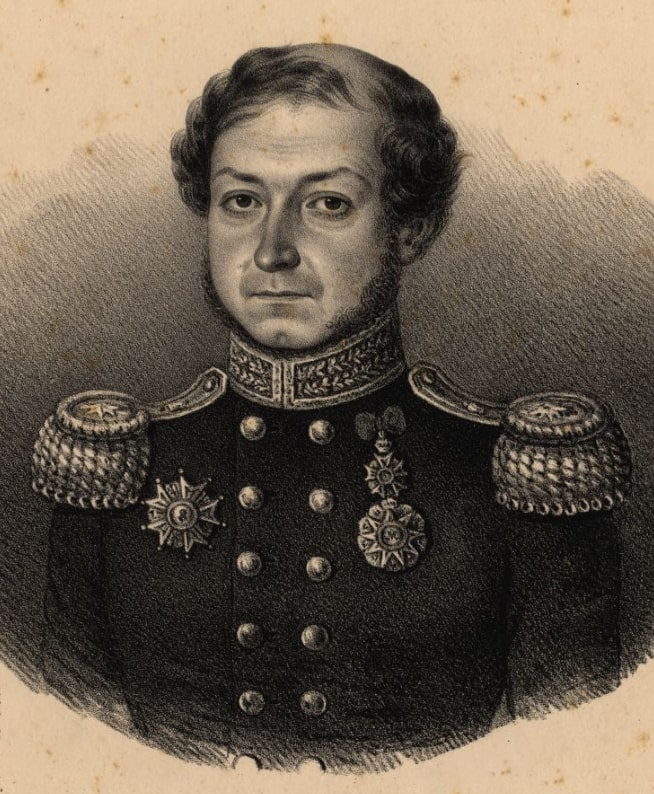
Rodrigo Pinto Pizarro Pimentel de Almeida Carvalhais

Rodrigo Pinto Pizarro Pimentel de Almeida Carvalhais, erster Baron von Ribeira de Sabrosa (* 1788; † 1841) war ein portugiesischer Politiker aus der Zeit der konstitutionellen Monarchie. Er war im Jahr 1839 kurz Regierungschef von Portugal.
Der Baron von Ribeira de Sabrosa führte die letzte rein setembristische Regierung des Landes. Die Setembristen waren in der Septemberrevolution des Jahres 1836 an die Macht gekommen, aber seit ihrer Machtübernahme den Angriffen der Konservativen (Cartisten) ausgesetzt gewesen, die auch die Unterstützung der Königin Maria II. genossen. An diesen Angriffen scheiterte auch die Regierung des Barons von Ribeira de Sabrosa. Sein Nachfolger führte zwar ebenfalls noch eine setembristische Regierung, musste allerdings akzeptieren, dass mit António Bernardo da Costa Cabral ein einflussreicher Cartist mit am Kabinettstisch saß.
Siehe auch: Geschichte Portugals, Zeittafel der Geschichte Portugals
| Vorgänger                             | Amt                               | Nachfolger                  |
| ------------------------------------- | --------------------------------- | --------------------------- |
| Bernardo de Sá Nogueira de Figueiredo | Premierminister von Portugal 1839 | José Lúcio Travassos Valdez |

| Personendaten    | Personendaten                                                          |
| ---------------- | ---------------------------------------------------------------------- |
| NAME             | Carvalhais, Rodrigo Pinto Pizarro Pimentel de Almeida                  |
| ALTERNATIVNAMEN  | Ribeira de Sabrosa, 1. Baron von; Pizarro, Rodrigo Pinto               |
| KURZBESCHREIBUNG | portugiesischer Politiker aus der Zeit der konstitutionellen Monarchie |
| GEBURTSDATUM     | 1788                                                                   |
| STERBEDATUM      | 1841                                                                   |